# Kloster Bottenbroich

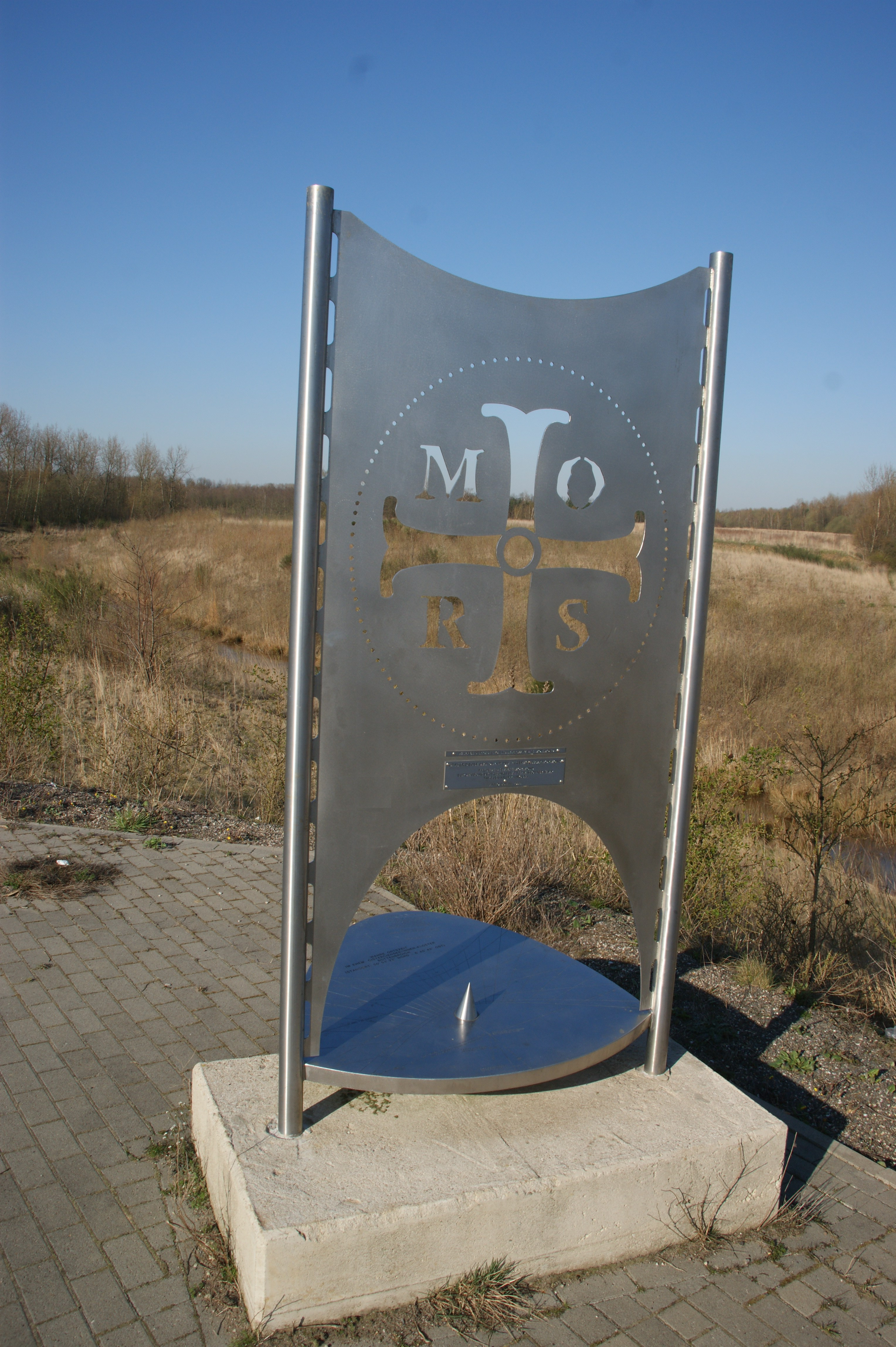
Gedenktafel mit Sonnenuhr

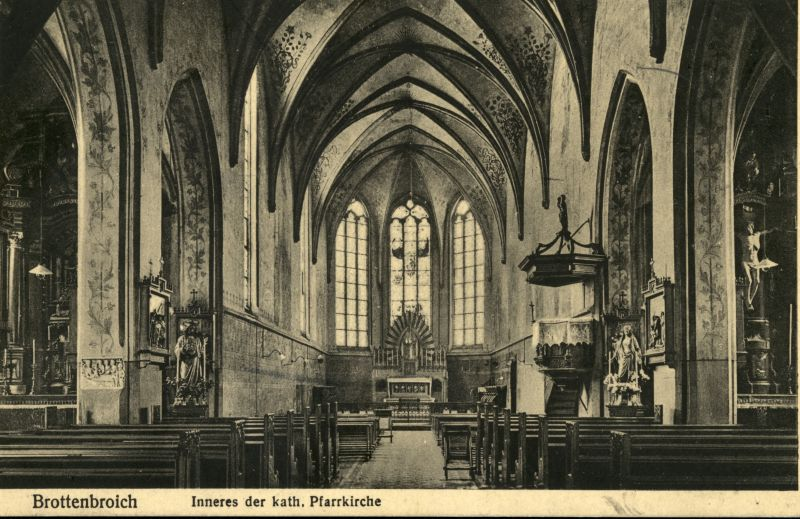
Blick in das Langhaus der alten Klosterkirche

Das Kloster Bottenbroich ist ein ehemaliger Standort des Zisterzienserordens etwa drei Kilometer nordöstlich von Kerpen im Rhein-Erft-Kreis in Nordrhein-Westfalen.

## Geschichte
Der Hof Bottenbroich wurde um 1222 unter der Aufsicht des Abtes der Abtei Hamborn von Propst Gottfried von Münstereifel erworben. Ursprünglich gehörten die Kirche und der Hof zu Bottenbroich dem Kloster der Prämonstratenserinnen zu Füssenich bei Zülpich. Propst Gottfried stiftete das Land dann zur Gründung des Zisterzienserinnenklosters.
Durch ein Gnadenbild der schmerzhaften Muttergottes aus dem Jahr 1420 entwickelte es sich zu einem Zentrum der Marienverehrung. 1448 geriet das Kloster in finanzielle Not und wurde den Mönchen des Klosters Kamp übertragen. Die Zisterziensermönche aus Kamp besetzten es als Priorat neu mit einem Männerkonvent und brachten es zu neuer wirtschaftlicher Blüte. Mit Unterstützung der Herren von Hemmersbach, die Bottenbroich als Hauskloster und Begräbnisstätte auswählten, konnte ein Kirchenneubau errichtet und 1484 geweiht werden. 1777 wurde das Priorat der Abtei Marienstatt unterstellt und eine Propstei eingerichtet; die Mönche siedelten nach Marienstatt und Mariawald über.
Im Zuge der Säkularisation wurde Kloster Bottenbroich 1802 aufgehoben, die Klosterkirche jedoch weiterhin als Pfarrkirche genutzt. 1951 musste der gesamte Ort Bottenbroich und mit ihm auch die alte Klosterkirche dem Braunkohletagebau Frechen weichen. Die Pietà befindet sich heute in der Pfarrkirche Mariä Himmelfahrt in Frechen-Grefrath.
2004 wurde das inzwischen rekultivierte Gelände als Austragungsort der Abschlussveranstaltung des XX. Weltjugendtages 2005 ausgewählt und in Anlehnung an den früher hier gelegenen Marienwallfahrtsort Marienfeld genannt.
Im September 2006 wurde im Marienfeld auf heute Frechener Gebiet, an der Stelle des ehemaligen Klosters unter Anwesenheit von Mönchen aus Bochum-Stiepel eine Sonnenuhr mit dem Wappen des Klosters Morimond, des Mutterklosters von Kamp, aufgestellt. Wegpfeile auf dem Denkmal sollen Pilger an die Bindungen mit den beiden Klöstern erinnern.

## Bibliothek
Reste der Klosterbibliothek, unter anderem einige wenige mittelalterliche Handschriften, sind vor allem in der Universitäts- und Landesbibliothek Darmstadt erhalten geblieben.